# Campagna dei sei giorni
La campagna dei sei giorni fu una serie di battaglie combattute e vinte da Napoleone contro le potenze alleate della Sesta coalizione, durante la campagna di Francia del 1814 e seguita alla sconfitta di Lipsia. In questa serie di battaglie, che evidenziarono ancora una volta le superiori capacità strategiche e tattiche di Napoleone, si affrontarono i resti dell'esercito francese, costituiti da circa 30 000 uomini contro i 65 000 soldati dell'armata russo-prussiana al comando del generale Gebhard von Blücher che, frazionata in gruppi separati, venne ripetutamente sconfitta e subì dure perdite.

## Antefatti
Dopo la disastrosa campagna di Russia, le potenze continentali europee ritennero giunto il momento di potersi liberare dall'egemonia esercitata su di loro dall'Impero di Napoleone e si coalizzarono contro la Francia nella Sesta coalizione. Il re di Prussia Federico Guglielmo III, il cui regno aveva perso, con il trattato di Tilsit ed a chiusura della guerra della quarta coalizione, quasi la metà del suo territorio, rivolgendosi al suo popolo, giunse a definire la guerra della Sesta coalizione: Befreiungskrieg, cioè "Guerra di liberazione".
Dopo le sconfitte patite dalle forze russo-prussiane a Lützen e a Bautzen e trascorso il breve armistizio di Pleiswitz, la guerra riprese con l'aggiunta degli austriaci e degli svedesi, fino a quel momento neutrali. La coalizione fu sconfitta a Dresda, ma tuttavia essa riportò delle vittorie preliminari a Kulm e a Katzbach prima della schiacciante vittoria nella battaglia di Lipsia in Sassonia, combattuta nei giorni dal 16 al 19 ottobre del 1813. La disfatta francese fu tale da frustrare ogni futura velleità da parte di Napoleone di mantenere le conquiste ottenute negli ultimi anni fuori dalla Francia, costringendolo alla difensiva. Per la prima volta nella sua storia Napoleone fu costretto a combattere battaglie non per realizzare nuove conquiste né per difendere quelle già acquisite, ma per difendere il suo Paese, sul suo territorio.
A fine 1813 gli alleati della coalizione, fino a quel momento in disaccordo fra loro sulla strategia da adottare, giunsero ad una conclusione operativa. La Francia sarebbe stata attaccata da tre grandi armate, quella del Nord, quella della Boemia e quella della Slesia. Il comando dell'armata di Boemia, forte di oltre 200 000 effettivi, fu affidato al principe austriaco Karl Philipp zu Schwarzenberg, un condottiero che già aveva combattuto a fianco di Napoleone nella campagna di Russia, Il comando dell'armata della Slesia, forte di oltre 100 000 effettivi, fu affidato invece ad un fiero avversario di Napoleone, il feldmaresciallo Gebhard von Blücher. Queste due armate sarebbero dovute penetrate in Francia attraversando il Reno, la prima in Alsazia e la seconda nel corso centrale del fiume.
L'armata del Nord fu suddivisa in due parti: la prima, al comando del generale prussiano Friedrich Wilhelm von Bülow e rafforzata da un contingente inglese, avrebbe liberato il Regno d'Olanda e poi sarebbe dovuta entrare attraverso il Belgio in territorio francese, mentre la seconda, comandata dall'ex- Maresciallo di Napoleone Jean-Baptiste Bernadotte (principe destinato al trono di Svezia come Carlo XIV Giovanni di Svezia) e dai generali veterani Ferdinand von Wintzingerode e Levin August von Bennigsen, sarebbe dovuta scendere da Amburgo, controllare la Danimarca ed impegnare le forze francesi dislocate nel nord del paese. Tutte le armate dovevano convergere poi su Parigi occupandola. L'armata del Nord tuttavia non fu coinvolta nella Campagna dei sei giorni.
Il 1º febbraio 1814 l'armata della Slesia colse il suo primo successo a La Rothière, allorché le truppe francesi comandate dallo stesso Napoleone, furono messe in rotta: anche se le perdite furono pressoché della medesima entità (circa 6 000 uomini per parte), tatticamente si trattò di una sconfitta per i francesi.

## La campagna dei sei giorni
Tuttavia gli eventi mutarono presto, a favore delle truppe di Napoleone. Già tre giorni dopo il maresciallo Marmont infliggeva una secca sconfitta al generale Wrede ad Arcis-sur-Aube.
La campagna durò dal 10 al 14 febbraio 1814. Durante questi giorni le truppe francesi, con un organico di soli 30 000 uomini, inflissero severe sconfitte all'esercito di Blücher, causando perdite di circa 20 000 uomini sui 100 000 che lo costituivano, in quella che molti assicurano essere stata una delle migliori dimostrazioni dell'abilità tattica di Bonaparte nel corso di tutte le Guerre napoleoniche.

### Le battaglie della campagna
| Battaglia di | Data        | Comandanti francesi (1)                                                       | Comandanti alleati                                                                                       | Perdite francesi | Perdite alleate |
| --- | ----------- | ----------------------------------------------------------------------------- | --- | ---------------- | --------------- |
| Champaubert | 10 febbraio | maresciallo Auguste Marmont                                                   | generale Zakhar Dmitrievich Olsufiev                                                                     | 300              | 3 000           |
| Montmirail | 11 febbraio | maresciallo Joseph Mortier maresciallo Michel Ney maresciallo Joseph Lefebvre | generale Fabian Osten-Sacken                                                                             | 2 000            | 4 000           |
| Château-Thierry | 12 febbraio | maresciallo Michel Ney                                                        | generale Ludwig Yorck von Wartenburg                                                                     | 600              | 3 700           |
| Vauchamps | 14 febbraio | maresciallo Auguste Marmont generale Emmanuel de Grouchy                      | feldmaresciallo Gebhard von Blücher generale Friedrich von Kleist generale Peter Mikhailovich Kaptzevich | 600              | 7000            |
| (1) A tutte le battaglie indicate, tranne che a quella di Château-Thierry, partecipò direttamente anche Napoleone, che ne diresse l'azione. |             |                                                                               | |                  |                 |

### L'epilogo
A queste vittorie seguì un periodo di alterne vicende nel mese di marzo, con la vittoria ancora francese a Craonne, seguita da una secca sconfitta a Laon e da altri scontri che tuttavia non potevano cambiare il corso della storia, poiché l'armata di Schwarzenberg minacciava già la stessa Parigi e la capacità francese di mettere in campo nuove truppe ed armamenti era completamente finita dopo anni di guerra. Detto altrimenti, la sconfitta finale della Francia era già inevitabile e si sarebbe definita nella prima decade di aprile con il Trattato di Fontainebleau.